# فورد کورتینا
فورد کورتینا (به انگلیسی: Ford Cortina) خودرویی است، که از سال ۱۹۶۲ تا ۱۹۸۲ توسط شعبه اروپای شرکت فورد یعنی شرکت فورد اروپا و در کشور بریتانیا تولید شده‌است. طراحی آن خودروهای موتور جلو-محور عقب و در کلاس خودروهای اندازه متوسط بوده است.

## نگارخانه

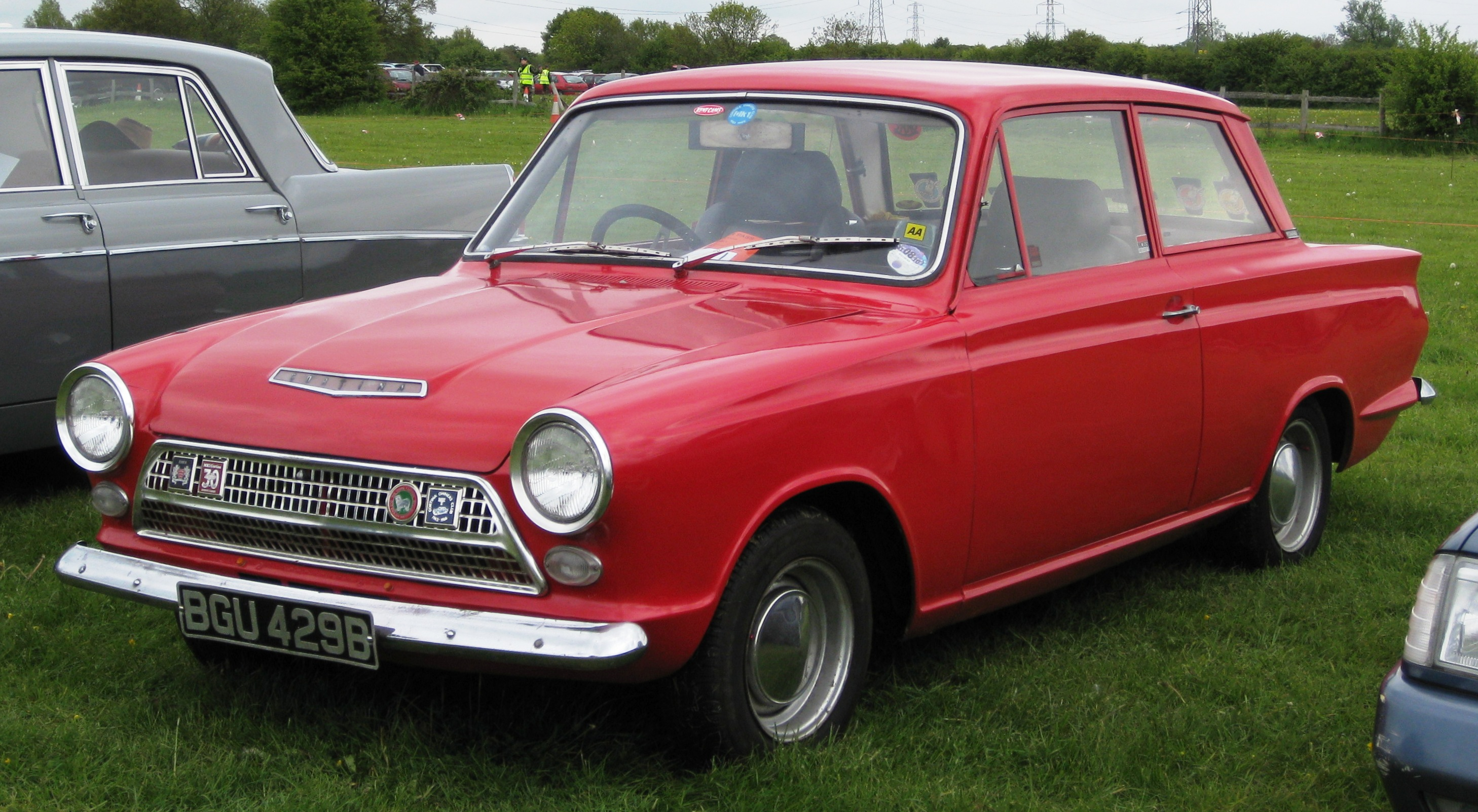
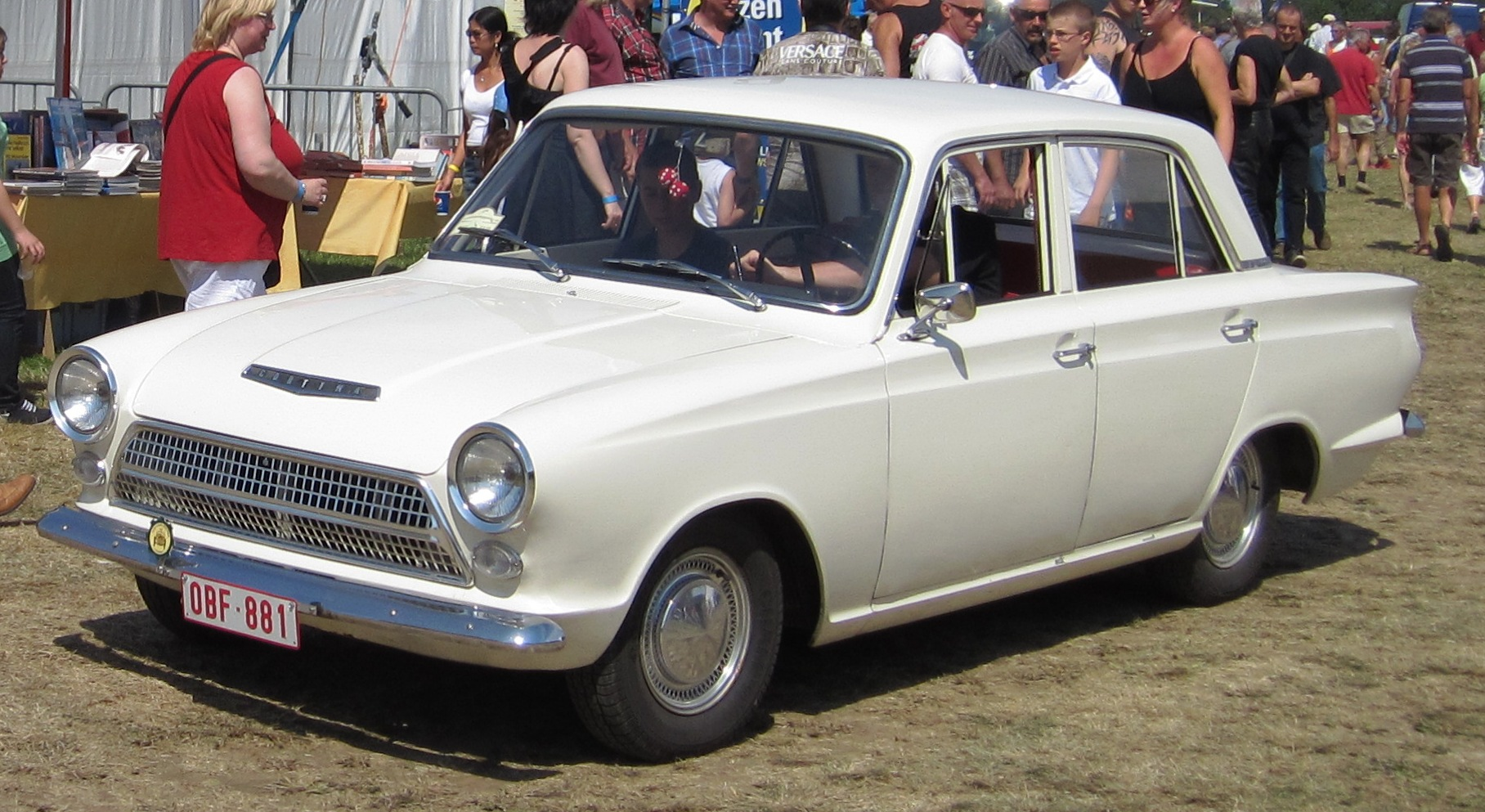
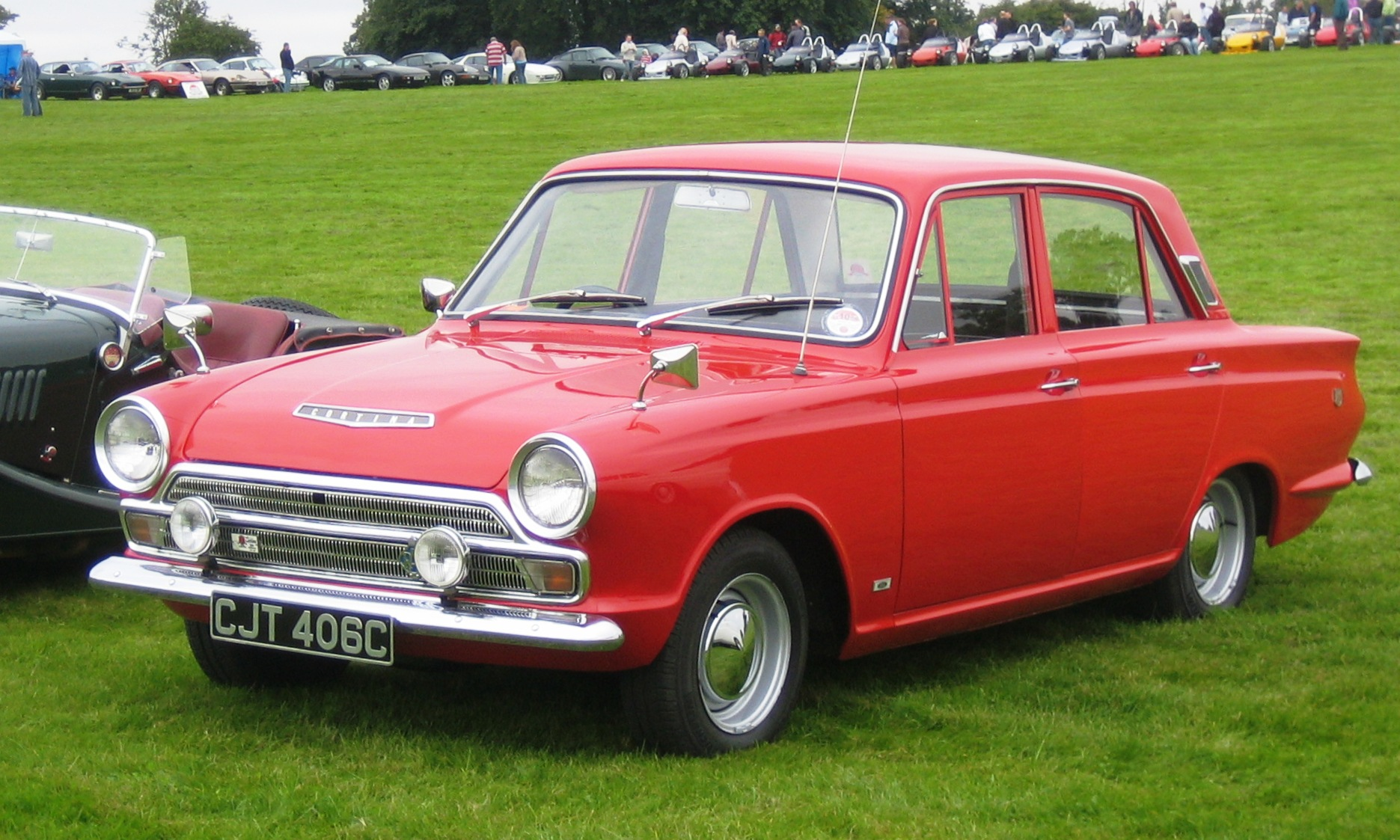
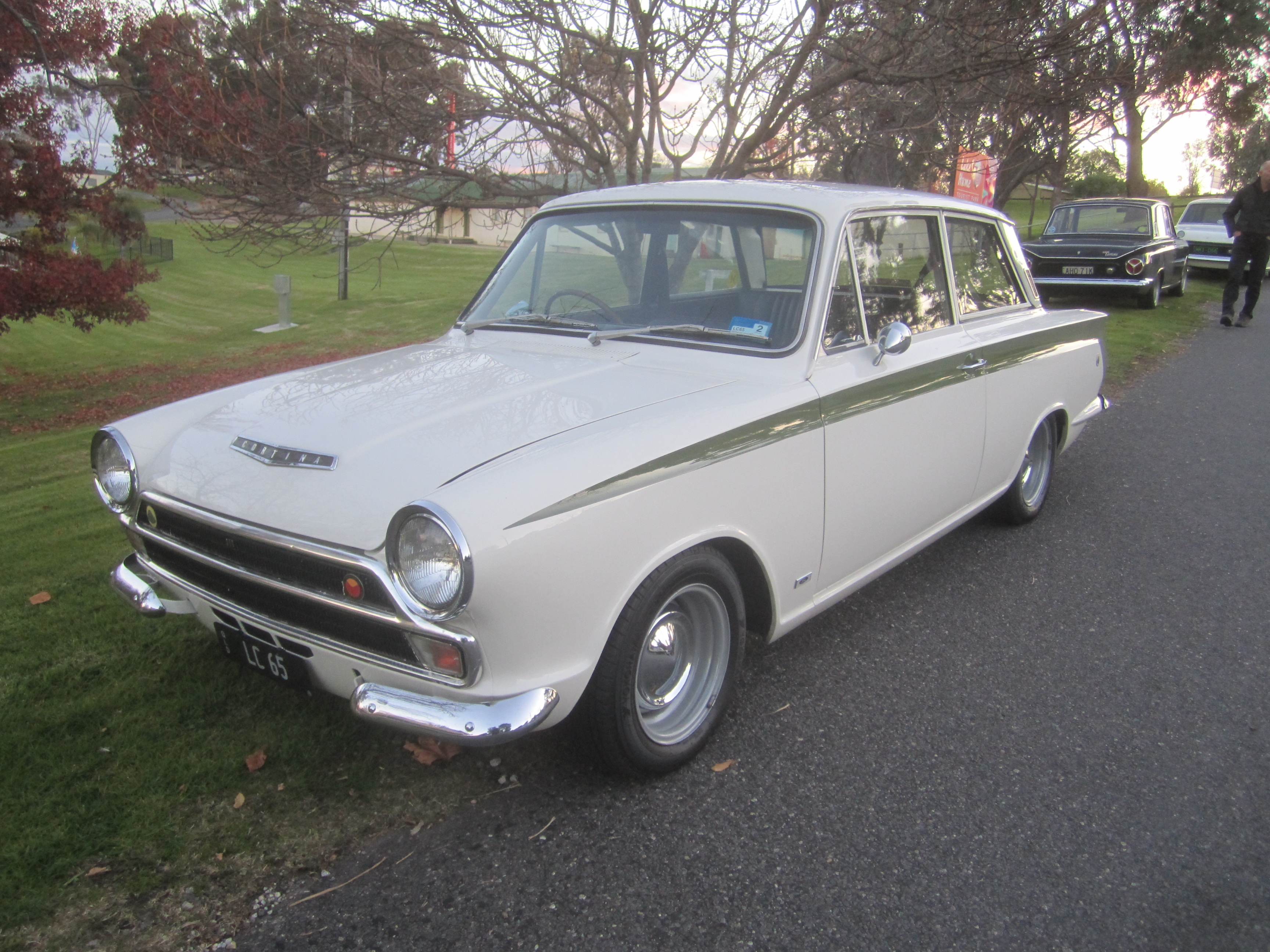
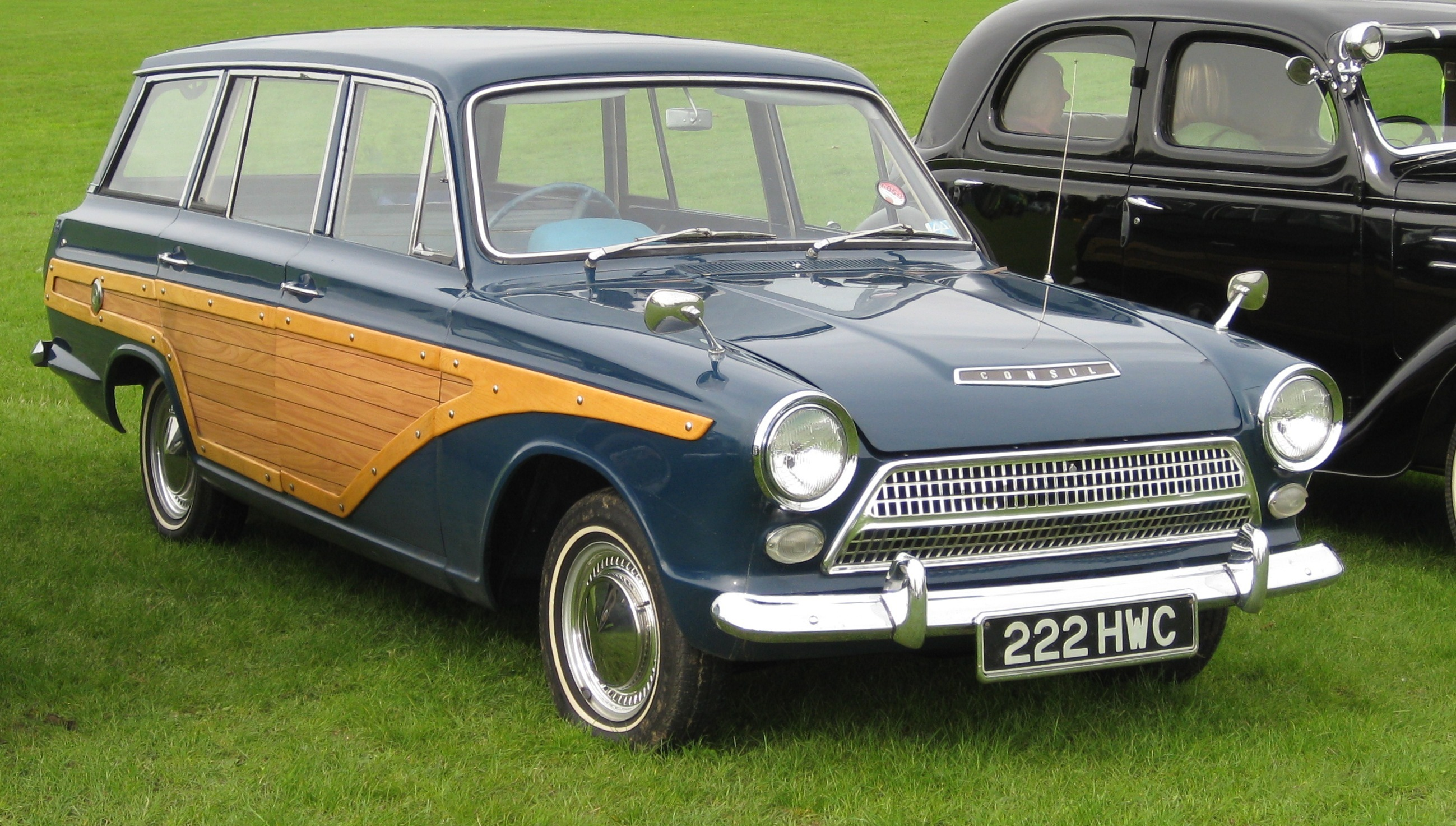